# Christian Vande Velde
Christian Vande Velde (Lemont, Illinois, 22 de maig de 1976) és un ciclista estatunidenc, professional des del 1998 al 2013. Va debutar al US Postal, acompanyant Lance Armstrong.
Les seves principals victòries són la Volta a Luxemburg (2006) i el Tour of Missouri (2008).
Va ser un dels 11 ex companys de Lance Armstrong al US Postal que va van testificar davant la USADA en el cas contra el ciclista texà. Vande Velde va admetre haver-se dopat per millorar el rendiment, i així va ser suspès 6 mesos a partir del de l'1 de setembre de 2012 i se li van anul·lar els resultados obtinguts des del 4 de juny de 2004 fins al 30 d'abril de 2006.
És fill del també ciclista John Vande Velde.

## Palmarès en ruta
- 1999
  - 1r a la Redlands Bicycle Classic
- 2005
  - Vencedor de la Classificació de la muntanya al Tour del Benelux[1]
- 2006
  - 1r a la Volta a Luxemburg
- 2008
  - 1r al Tour of Missouri
  - Vencedor d'una etapa al Circuit de La Sarthe
- 2009
  - Vencedor d'una etapa a la París-Niça
- 2012
  - 1r al Tour del Colorado

### Resultats al Tour de França
- 1999. 85è de la classificació general
- 2001. Abandona (7a etapa)
- 2004. 56è de la classificació general[1]
- 2006. 24è de la classificació general
- 2007. 25è de la classificació general
- 2008. 4t de la classificació general, després de la desqualificació de Bernard Kohl
- 2009. 9è de la classificació general
- 2010. No surt (3a etapa)
- 2011. 16è de la classificació general
- 2012. 60è de la classificació general
- 2013. Abandona per culpa de diverses caigudes durant els dies previs (7a etapa)[2]

### Resultats a la Volta a Espanya
- 2005. 31è de la classificació general[1]
- 2007. 39è de la classificació general
- 2010. 59è de la classificació general

### Resultats al Giro d'Itàlia
- 2005. 114è de la classificació general[1]
- 2008. 52è de la classificació general. Porta el mallot rosa durant una etapa
- 2009. Abandona (3a etapa)
- 2010. Abandona (3a etapa)
- 2012. 22è de la classificació general
- 2013. 110è de la classificació general

## Palmarès en pista

### Resultats a laCopa del Món
- 1997
  - 1r a Adelaida, en Persecució
- 1999
  - 1r a Frisco, en Persecució